# Dan Negru
Dan Cristian Negru (n. 23 februarie 1971, Timișoara, România) este un prezentator român de televiziune și radio, cunoscut pentru succesul în televiziune și pentru longevitatea audiențelor mari înregistrate de-a lungul carierei sale.   
Este supranumit „Regele Audiențelor” de presa din România și din Republica Moldova datorită recordurilor de audiență TV pe care le-a stabilit de-a lungul anilor în cele două țări.

## Biografie
S-a născut pe 23 februarie 1971, în Timișoara, într-o familie unde a fost singur la părinți.
Este absolvent al Facultății de Drept, respectiv al Facultății de Jurnalism, ambele din cadrul Universității de Vest din Timișoara. De asemenea, acesta este doctorand al Facultății de Științe Politice, Filosofie și Științe ale Comunicării din cadrul UVT și profesor asociat la Universitatea din Timișoara.  
Din 2006 este căsătorit cu Codruța Negru, medic stomatolog, împreună cu care are doi copii, Dara și Bogdan.
Familia Negru are tradiții vechi în Banat, membrii familiei fiind proprietari de terenuri agricole încă din anii 1930. Părinții și bunicii lui Dan Negru au fost considerați "chiaburi" de către regimul comunist și au fost deportați în Câmpia Bărăganului în anii 1950.

## Carieră
Și-a început activitatea la Radio Timișoara în 1990, apoi a fost parte a echipei TVR începând cu 1994. Din 1999 până în 2021 a activat la Antena 1, iar din 2022 s-a alăturat echipei Kanal D.    
Este discipolul lui Valeriu Lazarov, unul din cei mai importanți creatori de televiziune din lume. 
A fost inclus în Top Host European Broadcast, datorită faptului că prezintă simultan formate TV internaționale, lider de audiență, în două țări diferite: România și Republica Moldova. Este considerat unul din cei mai reprezentativi prezentatori TV din istoria celor două țări și a fost recompensat cu premii oficiale care atestă acest fapt. 
Este singurul moderator european de televiziune care a fost, potrivit sondajelor oficiale, 22 de ani consecutiv lider de audienta cu Programul de Revelion. Este singurul prezentator TV din Europa care reușește sa obțină audiențe record, simultan, în două țari diferite, România și Republica Moldova.
În 2021, Revelionul cu Dan Negru s-a clasat în topul audiențelor TV din Europa pe locul secund, după BBC, fiind al doilea cel mai urmărit program de televiziune european, fapt ilustrat de presa internațională.
Programele de divertisment prezentate de Dan Negru începând cu anii 1990-2000 sunt plasate în topul celor mai urmărite emisiuni din istoria televiziunii din România. 
Prezintă cu succes genuri diferite de programe TV precum shiny-floor (Academia Vedetelor, Ciao Darwin, Revelioane), reality (Șerifi de România), talent-show (Next Star, Echipa Fantastica, Star Factory) și quiz (Te pui cu Blondele, Money Drop, Wheel of Fortune, Vrei să fii milionar, Ghicește Vârsta, Jocul Cuvintelor, Tu Urmezi, The Floor). 
În Republica Moldova, programele TV prezentate de Dan Negru au atins audiențe istorice, conform datelor oficiale oferite de AGB Nilsen. "Deal or No Deal" (DA sau NU) a stabilit recordul istoric de audiență pentru game-quiz din Republica Moldova..     
Autor a trei cărți, în 2010 la Editura Corint  "Amintiri în Alb și Negru" cu o prefață semnată de Mihaela Rădulescu și ilustrată de caricaturistul Ștefan Popa Popa's. , în 2022 la editura Bookzone "Dialogul speranței" împreună cu preotul Vasile Ioana și cu o prefață semnată de Florin Piersic și în 2023 cartea "Printre cuvinte, intre prieteni" scrisá impreuna cu preotul Constantin Necula. 
Scrie prefața autobiografiei lui Florin Piersic în 2022.
În 2022, programul de radio "Vorba lu' Negru" este preluat de 32 de radiouri locale și regionale din România. 
A refuzat să apară în reclame comerciale difuzate la TV, refuzând asocierea cu produse comerciale.
Acestuia i s-a propus public candidatura din partea unor partide dar acesta a refuzat orice asociere politică. 
Programele de Revelion ale lui Dan Negru au un impact puternic în societatea românească astfel încât  expresia "Fac Revelionul cu Negru" a devenit o exprimare populară pentru cei care petrec Revelionul acasă, la televizor..   
După 22 de ani de activitate la Antena 1, Dan Negru a părăsit echipa postului, urmând a-și continua cariera la postul de televiziune Kanal D. Acest transfer a luat prin surprindere piața media din România și a fost cel mai mediatizat subiect în România în luna ianuarie 2022, fiind dezbătut și de publicații internaționale de specialitate. Dan Negru a refuzat să comenteze public motivul pentru care a recurs la această decizie. 
După transfer reușește să-și păstreze supremația în audiențe TV cu formate TV cultural-educative, quiz-ul "Jocul Cuvintelor", devenind în scurt timp de la lansare un fenomen TV național și fiind lider de audienta pe piața TV din România. Succesul acestor noi formate TV cu aspect educativ și de cultură generală a lansat o dezbatere națională despre rolul televiziunii în societate și despre posibilitatea reușitei în audiențe TV și a programelor cu tenta educativă.  

## Emisiuni moderate de-a lungul carierei
| - Next Star - Antena 1 - Ghicește Vârsta - Antena 1 - Te pui cu blondele - Antena 1 - Vrei să fii milionar - Prime Chișinău - Batem palma - Antena 1 - Ciao Darwin - Antena 1 - Fabrica de staruri - PrimeTV Chișinău - DA sau NU - PrimeTV Chișinău - Plasa de stele - Antena 1 - Competiția - Antena 1 - Radio Star - TVR - Liga Fantastică Gazeta Sporturilor - Antena 1 - O seară de vis-împreună cu Mihaela Rădulescu - Antena 1 - Revelionul Starurilor cu Dan Negru (1999-2022) - Festivalul Mamaia - TVR/Antena1 - Eurovision - TVR - Festivalul Callatis -TVR - Academia vedetelor - Antena 1 | - Ziua judecății - Antena 1 - Expres muzical - TVR - Trupa de șoc - TVR - Geniali - Antena 1 - Marea provocare - Antena 1 - Jeux sans Frontieres (Jocuri fără frontiere) - hub în Saint Tropez - Antena 1 - Teledon (2001-2009) / Teledon Colectiv (2015) / Teledon Pandemia Coronavirus (2020) - Antena 1 - Vreau să fiu stewardesă - Antena 1 - Echipa fantastică - Antena 1 - Șerifi de România - Antena 1 - Scena misterelor - Antena 1 - Câștigi în 60 de secunde - Antena 1 - Cu banii jos - hub în Istanbul - Antena 1 - Roata norocului - Prime TV Chișinău - Legendele cu Dan Negru - Antena 1 (interviuri cu Florin Piersic, Gheorghe Zamfir, Ilie Năstase, Dumitru Prunariu, Dorel Vișan etc.) - Jocul Cuvintelor - Kanal D - Tu Urmezi! - Kanal D - The Floor - Kanal D |

## Controverse
În noiembrie 2010, Dan Negru a publicat pe blogul său afirmații discriminatorii asupra oamenilor de același sex care s-au sărutat în fața catedralei Sagrada Familia din Barcelona ca formă de protest asupra afirmației Papei ce critica legea spaniolă care permite căsătoriile între persoane de același sex. Organizația ACCEPT a depus o sesizare la CNCD pe tema afirmațiilor lui Dan Negru, iar acesta a fost sancționat.
În 2018, Dan Negru a criticat sexualitatea exagerată și limbajul vulgar din filmele sau programele TV românești stârnind un val de discuții la nivel național cu implicarea unor importanți lideri politici. Antena Group, angajatorul său de atunci, s-a dezis public printr-un comunicat de presă de opinia acestuia prin care acesta critica sexulitatea exagerată și limbajul vulgar din anumite producții și filme românești considerând că aceasta este exclusiv opinia realizatorului TV. 
În aprilie 2023, a propus public reintroducerea pedepsei de exmatriculare a elevilor "problema" din școlile din România. Propunerea a stârnit un val uriaș de dezbateri în urma cărora în mai 2023 aceasta a fost reintrodusă în Legea Educației. 
De asemenea, Dan Negru a atras atenția în mod public asupra unor monumente, clădiri cu valoare istorică, care sunt lăsate sa se degradeze în România, unele dintre ele primind fonduri de reabilitare în urma presiunii publice puse de acesta pe societatea românească. 

## Alte evenimente publice
Dan Negru și-a lansat volumul Amintiri în Alb și Negru la Biblioteca Județeană „I. A. Bassarabescu” Giurgiu, în data de 7 august 2021. Cartea a apărut în 2010, la Editura Corint, prefața fiind semnată de Mihaela Rădulescu, iar desenele realizate de Ștefan Popa Popa’s.